# Szanda
Szanda är en ort (by) i provinsen Nógrád i norra Ungern. Orten har 518 invånare (2024), på en yta av 21,48 km². Den ligger cirka 20 kilometer sydost om Balassagyarmat.